# Powiat Ercsi
Powiat Ercsi (węg. Ercsi kistérség) – jeden z dziesięciu powiatów komitatu Fejér na Węgrzech. Siedzibą władz jest miasto Ercsi.

## Miejscowości powiatu Ercsi
- Baracska
- Ercsi
- Gyúró
- Kajászó
- Martonvásár
- Ráckeresztúr
- Tordas